# Dalea scandens
Dalea scandens är en ärtväxtart som först beskrevs av Philip Miller, och fick sitt nu gällande namn av Robert Theodore Clausen. Dalea scandens ingår i släktet Dalea, och familjen ärtväxter. IUCN kategoriserar arten globalt som livskraftig.

## Underarter
Arten delas in i följande underarter:
- D. s. gaumeri
- D. s. occidentalis
- D. s. paucifolia
- D. s. scandens
- D. s. vulneraria